# 谷中聰
谷中 聰（やなか さとし、1960年12月4日 - 2020年7月20日）は、日本の政治家。茨城県結城郡八千代町長を務めた。

## 経歴
茨城県結城郡八千代町坪井生まれ。茨城県立下妻第一高等学校卒業。1983年（昭和58年）3月、東京農業大学農学部卒業。同年4月、八千代町役場に入庁。秘書公室長、秘書課長、産業振興課長などを歴任。
2017年（平成29年）7月、副町長に就任。2018年（平成30年）9月、八千代町長の大久保司が次期町長選に出馬せず引退することを表明。あわせて谷中を後継指名した。同年同月、副町長を辞職。
2019年（平成31年）1月20日に行われた八千代町長選挙に立候補し、自由民主党推薦の元町議の水垣正弘、元町議の国府田利明らを破り初当選を果たした。2月9日、町長に就任。
2020年（令和2年）7月20日、がんのため任期中に死去した。